# Felimare tricolor
Il doride tricolore (Felimare tricolor (Cantraine, 1835)) è un mollusco nudibranchio della famiglia Chromodorididae.

## Descrizione
Corpo di colore blu, allungato, con una linea dorsale bianca o gialla, che non supera i rinofori. Spesso sono presenti sfumature azzurre tra la linea centrale e il bordo del mantello, con bande di colore giallo. Rinofori dello stesso colore del corpo, ciuffo branchiale dello stesso colore. Fino a 35 millimetri.
Può essere confuso con Felimare orsinii, da cui differisce per la colorazione gialla del bordo del mantello.

## Biologia

### Comportamento
Per difendersi secerne sostanze tossiche.

### Alimentazione
Si nutre di spugne sia del genere Cacospongia che delle specie Dysidea avara e Dysidea fragilis.

## Distribuzione e habitat
Comune nel mar Mediterraneo, oceano Atlantico orientale, su fondali rocciosi o fangosi da 10 fino a 50 metri di profondità.